# Shahrum Kashani
 (juin 2022).
La mise en forme du texte ne suit pas les recommandations de Wikipédia : il faut le « wikifier ».
Les points d'amélioration suivants sont les cas les plus fréquents. Le détail des points à revoir est peut-être précisé sur la page de discussion.
- Les titres sont pré-formatés par le logiciel. Ils ne sont ni en capitales, ni en gras.
- Le texte ne doit pas être écrit en capitales (les noms de famille non plus), ni en gras, ni en italique, ni en « petit »…
- Le gras n'est utilisé que pour surligner le titre de l'article dans l'introduction, une seule fois.
- L'italique est rarement utilisé : mots en langue étrangère, titres d'œuvres, noms de bateaux, etc.
- Les citations ne sont pas en italique mais en corps de texte normal. Elles sont entourées par des guillemets français : « et ».
- Les listes à puces sont à éviter, des paragraphes rédigés étant largement préférés. Les tableaux sont à réserver à la présentation de données structurées (résultats, etc.).
- Les appels de note de bas de page (petits chiffres en exposant, introduits par l'outil «  Source ») sont à placer entre la fin de phrase et le point final[comme ça].
- Les liens internes (vers d'autres articles de Wikipédia) sont à choisir avec parcimonie. Créez des liens vers des articles approfondissant le sujet. Les termes génériques sans rapport avec le sujet sont à éviter, ainsi que les répétitions de liens vers un même terme.
- Les liens externes sont à placer uniquement dans une section « Liens externes », à la fin de l'article. Ces liens sont à choisir avec parcimonie suivant les règles définies. Si un lien sert de source à l'article, son insertion dans le texte est à faire par les notes de bas de page.
- La présentation des références doit suivre les conventions bibliographiques. Il est recommandé d'utiliser les modèles {{Ouvrage}}, {{Chapitre}}, {{Article}}, {{Lien web}} et/ou {{Bibliographie}}. Le mode d'édition visuel peut mettre en forme automatiquement les références.
- Insérer une infobox (cadre d'informations à droite) n'est pas obligatoire pour parachever la mise en page.

Pour une aide détaillée, merci de consulter Aide:Wikification.
Si vous pensez que ces points ont été résolus, vous pouvez retirer ce bandeau et améliorer la mise en forme d'un autre article.
Shahrum Kashani (en persan : شهرام کاشانی) 7 July 1974 – 28 July 2021, également connu sous le nom de Shahram Sebastian Shahbal était un chanteur pop iranien.Il a sorti huit albums avec des succès notables,,,,,.
L'intérêt de Shahrum pour le chant et la musique s'est manifesté dès son plus jeune âge. Il a commencé sa carrière en 1990; cependant, ce n'est qu'en 1992 qu'il sort son premier album professionnel intitulé K-One, promu par Alireza Amirghassemi, et également avec le soutien de la super star persane Leila Forouhar. En raison de sa jeunesse, de sa synergie et de son style, il a gagné en popularité en peu de temps.La popularité internationale est venue avec son deuxième album Atash avec des succès comme Begou Tou Begou et Khater Khah. En 2001, il a cessé de travailler avec Caltex Records et a plutôt signé avec Taraneh Records. Cette collaboration a produit quelques best-sellers instantanés. Les chansons à succès Dokhtar Bandari, Yadam Nemire et Dige Basteh sont devenues les favorites du club. Dans une interview de 2005 avec Tapesh, Shahrum a parlé de son enfance, du divorce de ses parents et du court mariage de sa mère avec le premier mari de Googoosh. Shahrum a également, dans cette interview, reproché à Taraneh Records de ne pas avoir suffisamment promu son nouvel album Khoshalam et d'avoir retardé sa sortie. Sa demande a été rejetée par le propriétaire de Taraneh, Vartan Avenassian, qui a cité l'immaturité du chanteur comme cause de leur relation tendue.En août 2006, le nouveau clip de Shahrum de son dernier album Game Over (réalisé par élan productions), a été diffusé sur toutes les chaînes satellites persanes. Malgré ses complications avec la maison de disques, cet album est toujours sorti par Taraneh Records. Sa dernière musique, Sahneh Sazi, a été jouée au Valley Oaks Memorial Park lors de ses funérailles,, et des artistes comme Andranik Madadian et Shahbal Shabpareh ont assisté à ses funérailles et ont parlé de Shahrum,. Ali Hosseinzadeh, compositeur et auteur-compositeur de la dernière chanson de Shahram Kashani, a expliqué cette chanson dans une interview avec KIRN Los Angeles Radio. "L'idée de faire cette chanson a été formée il y a de nombreuses années, compte tenu des événements qui ont eu lieu dans la vie personnelle de Shahrum, j'ai écrit cette chanson. Shahrum a appelé cette chanson un ascenseur parce que je fais référence à la vie quelque part dans le poème, qui est comme un ascenseur,.زندگی ی آسانسوره یکیو بالا میبره اون که پایینه دلخوره La vie est comme un ascenseur deux fois pour sa chanson à Los Angeles, il en monte, mais celui qui est descendu pour enregistrer cette chanson à Los Angeles Shahrum l'a enregistré plusieurs fois. Parce qu'il me disait que je pense que mes sentiments ne sont pas réels",.

## Décès
Shahrum a eu une longue bataille contre l'alcoolisme et a été sobre pendant plusieurs mois pendant son séjour à Istanbul, mais a rechuté des mois avant sa mort. Chanteur iranien légendaire, Dariush Eghbali a essayé de l'aider avec son alcoolisme,,. Il est décédé à l'hôpital d'Istanbul du COVID-19, alors qu'il était soigné pour des problèmes de foie provoqués par l'alcoolisme,.

## Discographie
Sorties de Caltex Records
- 1991 : K-One
- 1994 : Atash
- 1996 : Havas
- 1998 : Friends

Sorties de Taraneh Records
- 2000 : Color Of Love
- 2003 : Don't Tell
- 2005 : Khoshalam
- 2006 : Game Over

| Track Name             | Songwriter                           | Composer           | Arrangement           |
| ---------------------- | ------------------------------------ | ------------------ | --------------------- |
| Negahe Tou             | Shahram Kashani & Fereydoun Alikhani | Fereydoun Alikhani | Andranik Asaturian    |
| Ham Nafas              | Shahram Kashani                      | Fereydoun Alikhani | bob par               |
| Dokhtare Shahre Gheseh | Homayoun Houshiarnejad               | Shahbal Shabpareh  | Shahbal Shabpareh     |
| Nakoneh                | Shahram Kashani & Fereydoun Alikhani | Fereydoun Alikhani | Manouchehr Cheshmazar |
| Az Tou Cheh Penhoon    | Jaklin                               | Jaklin             | Armn                  |
| Bazie Eshgh            | Jaklin                               | Jaklin             | Armn                  |

| Track Name                  | Songwriter          | Composer            | Arrangement      |
| --------------------------- | ------------------- | ------------------- | ---------------- |
| Begoo Tou Begoo             | Milad               | Milad               | Schubert Avakian |
| Nameh                       | Mahdad              | Mahdad              | Mahdad           |
| Bivafa                      | Milad               | Milad               | Schubert Avakian |
| Hasood                      | Jahanbakhsh Pazooki | Jahanbakhsh Pazooki | David Betsamo    |
| Khater Khah (Emroozo Farda) | Shahrzad Sepanlou   | Anoushiravan Rohani | Schubert Avakian |
| Napors                      | Jaklin              | Farzin              | Farzin           |
| Porsoon Porsoon             |                     |                     | Mahdad           |
| Tou Mimooni                 | Jaklin              | Shahram Kashani     | Farzin           |

| Track Name            | Songwriter         | Composer        | Arrangement      |
| --------------------- | ------------------ | --------------- | ---------------- |
| Havas                 | Kamran Delan       | Kamran Delan    | Schubert Avakian |
| Mageh Man             | Milad Salehpoor    | Milad Salehpoor | Kaveh Haghighi   |
| Man Ba Tou            | Paksima Zakipour   | Shahram Kashani | Brayan Vi        |
| Dele Bolhavas         | Iraj Janatie Ataie | Babak Bayat     | Shahram Kashani  |
| Dokhtar Pesare Irooni | Paksima Zakipour   | Shahram Kashani | Brayan Vi        |
| Naro                  | Paksima Zakipour   | Shahram Kashani | Brayan Vi        |
| Nameh                 | Kamran Delan       | Kamran Delan    | Schubert Avakian |

| Track Name     | Songwriter       | Composer           | Arrangement        |
| -------------- | ---------------- | ------------------ | ------------------ |
| Eshghe         | Paksima Zakipour | Shahram Kashani    | Mohammad Moghaddam |
| Abroo Kamoon   |                  | Mohammad Moghaddam | Schubert Avakian   |
| Bargard        | Paksima Zakipour | Shahram Kashani    | Schubert Avakian   |
| Parishoon      | Mahdad           | Mahdad             | Mahdad             |
| Roozo Roozegar | Mahdad           | Mahdad             | Mahdad             |
| Laj Nakon      | Paksima Zakipour | Shahram Kashani    | Schubert Avakian   |
| Rafti Rafti    | Paksima Zakipour | Shahram Kashani    | David Betsamo      |
| Tanham         | Kamran Delan     | Kamran Delan       | David Betsamo      |

| Track Name      | Songwriter       | Composer                     | Arrangement      |
| --------------- | ---------------- | ---------------------------- | ---------------- |
| Yadam Nemireh   | Paksima Zakipour | Shahram Kashani              | Schubert Avakian |
| Dokhtar Bandari | Hatef            | Hatef                        | Schubert Avakian |
| Faryad          | Paksima Zakipour | Shahram Kashani & Fard Mirza | Fard Mirza       |
| Setareh         | Hatef            | Hatef                        | Schubert Avakian |
| Fasseleh        | Paksima Zakipour | Shahram Kashani              | Schubert Avakian |
| Digeh Basteh    | Paksima Zakipour | Shahram Kashani              | David Betsamo    |
| Bavar Nadaram   | Paksima Zakipour | Paksima Zakipour             | Fard Mirza       |
| Bonbast         | Saeed Mohammadi  | Saeed Mohammadi              | Schubert Avakian |

| Track Name  | Songwriter        | Composer          | Arrangement      |
| ----------- | ----------------- | ----------------- | ---------------- |
| Nazi Joon   | Fariborz HajiNabi | Fariborz HajiNabi | Schubert Avakian |
| Digeh Direh | Fariborz HajiNabi | Fariborz HajiNabi | Schubert Avakian |
| Naro Naro   | Fariborz HajiNabi | Fariborz HajiNabi | Schubert Avakian |
| Ey Yaar     | Fariborz HajiNabi | Fariborz HajiNabi | Schubert Avakian |
| Aftab       | Fariborz HajiNabi | Fariborz HajiNabi | Schubert Avakian |
| Harf        | Fariborz HajiNabi | Fariborz HajiNabi | Schubert Avakian |
| Boro Digeh  | Fariborz HajiNabi | Fariborz HajiNabi | Schubert Avakian |
| Rain        | José Feliciano    | José Feliciano    | Schubert Avakian |

| Track Name          | Songwriter        | Composer          | Arrangement      |
| ------------------- | ----------------- | ----------------- | ---------------- |
| Geryato Dar Miyaram | Shahram Farshid   | Shahram Farshid   | Schubert Avakian |
| Dorougheh           | Taraneh Mokarram  | Yaser Mahmoudi    | Schubert Avakian |
| Hameh Migan         | Farshid Vahdat    | Shahram Farshid   | Schubert Avakian |
| Khoshhalam          | Shahram Farshid   | Shahram Farshid   | Schubert Avakian |
| Alaleh              | Fariborz HajiNabi | Fariborz HajiNabi | Schubert Avakian |
| Pat Vay Mistam      | Shahram Farshid   | Shahram Farshid   | Schubert Avakian |
| Sarnevesht          | Shahram Farshid   | Shahram Farshid   | Schubert Avakian |
| Ghar O Ashti        | Paksima Zakipour  | Shahram Kashani   | Schubert Avakian |

| Track Name                               | Songwriter      | Composer        | Arrangement |
| ---------------------------------------- | --------------- | --------------- | ----------- |
| Eltemas (I Beg of You)                   |                 | Shahram Farshid | Andy Gee    |
| Divonam kardi (You Make Me Crazy)        | Shahram Farshid | Shahram Farshid | Andy Gee    |
| Gole Yakh (Ice Flower)                   | Shahram Farshid | Shahram Farshid | Andy Gee    |
| To Ki Hasti? (Who Are You?)              | Shahram Farshid | Shahram Farshid | Andy Gee    |
| Bazi Tamoomeh (Game Over)                | Shahram Farshid | Shahram Farshid | Andy Gee    |
| Azto Nemishe Gozasht (Unforgettable)     | Shahram Farshid | Shahram Farshid | Andy Gee    |
| Ye Much bedeh (Give One Kiss)            | Shahram Farshid | Shahram Farshid | Andy Gee    |
| Eshgh Be Man Nayoomade (Love's Not 4 Me) | Shahram Farshid | Shahram Farshid | Andy Gee    |

### Soundtracks
| Circumstance 2011            |
| ---------------------------- |
| Dokhtar Bandari              |
| Maryam Keshavarz             |
| Festival du film de Sundance |

### Single Songs
| Track Name                | Songwriter       | Composer         | Arrangement      | Notes |
| ------------------------- | ---------------- | ---------------- | ---------------- | --- |
| Azar                      | Hatef            | Hatef            | Pouriya Niakan   | |
| Oxygen Ft Shahram Farshid | Shahram Farshid  | Shahram Farshid  | Shahram Farshid  | |
| Havaee                    | Shahram Farshid  | Shahram Farshid  | Schubert Avakian | |
| Kheyli Vaghteh            | Ali Hosseinzadeh | Ali Hosseinzadeh | Pouriya Niakan   | |
| Madar                     |                  | Shahram Kashani  | Farzin Farhadi   | |
| Bashi Nabashi             | Amin Bamshad     | Amin Bamshad     | Pouriya Niakan   | |
| To Bayad Bargardi         | Maryam Zakeri    | Fattah Fathi     | Fattah Fathi     | |
| Hesse Khoobi              |                  | Amin Bamshad     | Schubert Avakian | |
| Tarze Negahet             | Neli             | Ermia Nick       | Ermia Nick       | |
| Havasam Hast              | Hooman Kamalzare | Yaser Mahmoudi   | Yaser Mahmoudi   | |
| Bro Bro                   | Mohammad Omid    | Mohammad Omid    | Mohammad Omid    | |
| Ye Lahze                  | Nima Ebrahimi    | Nima Ebrahimi    | Arjang Tafaghodi | |
| Nagi Nagoftama            | Maryam Asadi     | Milad Baran      | Milad Beheshti   | |
| Khejalat Nakesh           | Shiva Rad        | Ashkan Azad      | Ashkan Azad      | |
| Yasi                      | Farzam Feiz      | Farzam Feiz      | Mohammad Omid    | |
| Sahneh Sazi               | Ali Hosseinzadeh | Ali Hosseinzadeh | Ali Hosseinzadeh | Orchestra Violin :Jamal Chalabiyani The latest music of Shahram Kashani which was performed at his funeral in the United States, |

## Vidéographie
Sorties DVD
- Khoshhalam (inclus dans l'album Khoshhalam)

### Taraneh Records
- Kheyli Vaghteh